# Chen Shui-bian
Chen Shui-bian, populært kaldet A Bian (阿扁) (født 12. oktober 1950 i Guantian, Tainan, Taiwan) er en taiwanesisk advokat og politiker tilhørende Det Demokratiske Fremskridtsparti (DPP). Han var Taiwans præsident i årene 2000-08.
Han blev i 1994 valgt som borgmester i Taipei.
Den 18. marts 2000 blev Chen valgt som Taiwans president og han tiltrådte embedet den 20. maj samme år med Annette Lu som sin vicepræsident. Han var den første i embedet, som tilhørte et andet parti end Guomindang, men realpolitiske overvejelser gjorde at Chen nedtonede sit partis mål om selvstændighed.
Den 31. maj 2006 meddelte Chen Shui-bian, at han ville træde tilbage efter en række skandaler i Chens familie. Efter præsidentvalget blev han afløst af Ma Ying-jeou.
I september 2009 blev han idømt fængsel på livstid for korruption og pengehvidvask, men dommen blev senere ved appel formildet til 20 års fængsel. 
Chen Shui-bian blev løsladt den 6. januar 2015 på grund af svigtende helbred.